# Муссолини, Бруно
Бру́но Муссоли́ни (итал. Bruno Mussolini; 22 апреля 1918, Милан — 7 августа 1941, Пиза) — второй сын Бенито Муссолини и Ракеле Муссолини, пилот ВВС, генеральный директор авиакомпании «L.A.T.I.». Принимал участие в бомбардировках Абиссинии.

## Биография
Бруно Муссолини родился в Милане, Ломбардия. Его отец, Бенито Муссолини был редактором газеты «Народ Италии» (Il Popolo d'Italia), когда могли произойти роды (22 апреля), а Муссолини необходимо было съездить на один день в Геную. Муссолини сказал жене, что не хочет, чтобы она родила до его возвращения. По его словам: «Я не хочу, чтобы опять говорили, что получилось так, как было с Витторио». Вечером того же дня руководитель газеты приветствовали Муссолини на вокзале с широкой улыбкой и словами: «Это мальчик».

### Детство
В 1919 году Бруно Муссолини заболел дифтерией, и его родители боялись, что он никогда не оправится. Вскоре после этого врачи его выходили, но он страдал от астмы. К этому времени масса годовалого Бруно упала примерно до 6,8 кг .
Будучи школьником, 9-летний Бруно искусно, если не правильно, ответил на вопрос учителя по грамматике. Экзаменатор спросил: «Бруно, скажи мне, каким человеком никто не может командовать?» В ответ, Бруно тактично ответил: «Есть два человека, которыми никто не может командовать, — король и мой отец».
В возрасте 12 лет Бруно принял решение стать журналистом. Он и его старший брат Витторио издавали еженедельник «La Penna del Ragazzi».
Бруно полюбил бокс, женщин и быстрые машины. В 1935 году, в возрасте 17 лет, Бруно стал самым молодым пилотом Италии.

### Брак
7 ноября 1938 года Бруно женился в Риме на Джине Руберти. Его женой стала дочь руководителя Бюро современного искусства Министерства образования. 18 марта 1940 года у Бруно и его жены родился первый ребёнок: дочь, которую назвали Мариной.

### Пилот
В 1935 году Бруно Муссолини вступил в Королевские ВВС (Regia Aeronautica Italiana) и стал летчиком. Он летал на Regia Aeronautica во время Второй итало-эфиопской войны. Когда Королевство Италия вступило в войну с Эфиопской империей, сержант ВВС Бруно Муссолини, младший лейтенант ВВС Витторио Муссолини и капитан ВВС граф Галеаццо Чиано вылетели из Неаполя в Африку на борту MS Saturnia. После войны в Эфиопии Бруно также участвовал в Гражданской войне в Испании и Второй мировой войне. В отличие от своего брата Витторио, Бруно считается серьёзным пилотом. Кроме участия в различных конфликтах, Бруно был членом экипажа, установившего рекорд воздушной скорости при полете в 1938 г. в Бразилию. В августе 1941 года Бруно погиб при испытании нового экспериментального прототипа четырёхмоторного итальянского бомбардировщика Piaggio P.108.

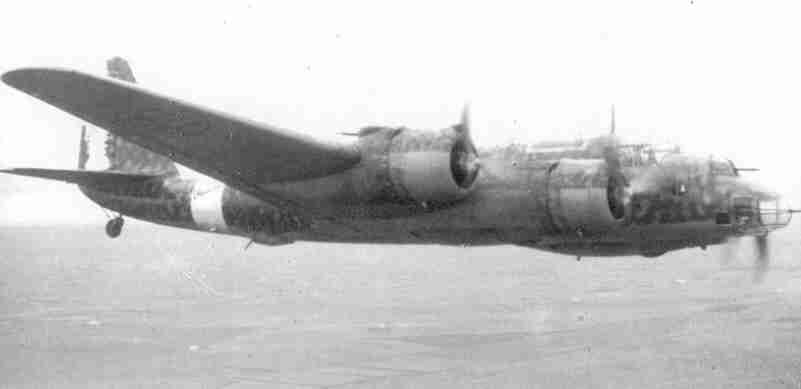
Piaggio P.108

### Гибель
7 августа 1941 года 23-летний Бруно Муссолини совершал полет на «секретном» бомбардировщике Piaggio P.108 вблизи аэропорта Сан Джусто в Пизе. Бруно Муссолини должен был совершить тренировочный полет, он управлял самолетом вместе со своим вторым пилотом Де Дженаро. Бомбардировщик «Пьяджио» начал взлет c взлетной полосы в Пизе с выпущенными закрылками, оторвался от земли, экипаж начал убирать шасси. Неожиданно упало давление в гидросистеме и закрылки вернулись в убранное положение. Летчики, решив развернуться и сесть, попытались поставить шасси обратно на выпуск. Оперируя рукояткой уборки и наблюдая за манометром гидросистемы, пилоты отвлеклись от управления и потеряли скорость. Самолет летел слишком низко. Пытаясь выправить положение, командир слишком резко добавил обороты двигателям, они захлебнулись, самолет рухнул на землю и врезался в дом. Машина не загорелась, но тем не менее полностью разрушилась при ударе. Кабинная секция отделилась от остальной части самолета, и Бруно Муссолини скончался от полученных травм. Из восьми членов экипажа трое погибли — Бруно был среди них. Бенито Муссолини бросился в больницу Санта Кьяра, чтобы быть рядом со своим погибшим сыном. Смерть Бруно побудила отца написать брошюру под названием «Я разговариваю с Бруно» (Parlo con Bruno). Брошюра раскрывает близкие отношения между сыном и отцом, а также содержит мысли о фашизме, православии, католичестве и семейном благочестии.